# Astrometis
Astrometis is een geslacht van zeesterren uit de familie Asteriidae.

## Soort
- Astrometis sertulifera (Xantus, 1860)